# Jean Zay

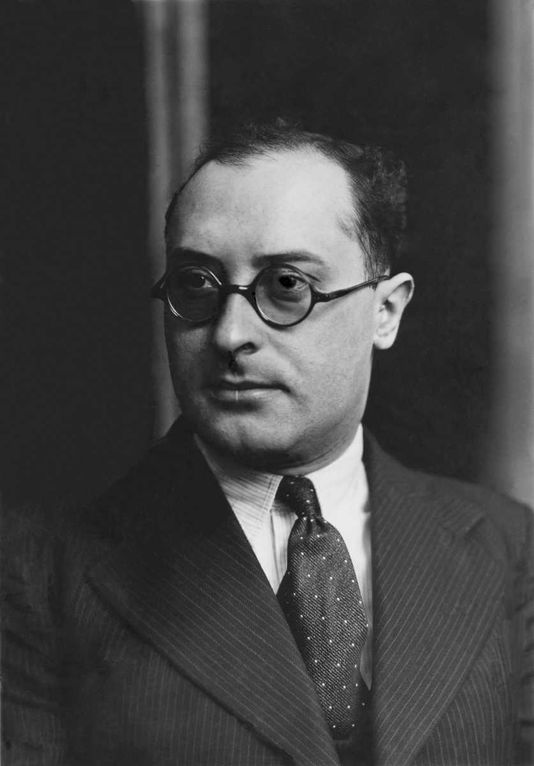
Jean Zay in 1936

Jean Zay (Orléans, 6 augustus 1904 - Molles, 20 juni 1944) was een Franse advocaat en politicus namens de Parti Radical. 
Hij was van 1932 tot 1942 afgevaardigde in de Nationale Vergadering en van 1936 tot 1939 minister van Onderwijs en van Schone Kunsten in de regering van het Volksfront. Gedurende zijn ministerschap heeft hij grote hervormingen doorgevoerd in het onderwijs, zoals de verhoging van de schoolplicht tot 14 jaar en een uitbreiding van het systeem van schoolbeurzen. Hij was ook verantwoordelijk voor de oprichting van verschillende instituten waaronder Centre national de la recherche scientifique (CNRS), het Musée national des Arts et Traditions populaires in Parijs, de Réunion des théâtres lyriques nationaux en het Filmfestival van Cannes.
In 1939 tijdens de Schemeroorlog, nam hij ontslag als minister om zich net als zijn dienstplichtige leeftijdgenoten bij het leger te voegen. Na de Franse nederlaag in 1940 scheepte hij in op de Massilia richting Marokko en werd daar gevangen genomen op bevel van het Vichy-regime. Hij werd ten onrechte van desertie beschuldigd en werd in Frankrijk gevangengezet. Hij is in 1944 door de Milice française uit zijn gevangenis ontvoerd en vermoord. 
Op 27 mei 2015 is zijn as bijgezet in het Panthéon.
- Bibliothèque nationale de France: cb120968704 (data)
- Gemeinsame Normdatei: 120166763
- International Standard Name Identifier: 0000 0001 1058 9515
- Library of Congress Control Number: n89613799
- Nationale Bibliotheek van Tsjechië: mub2014838595
- Nationale Bibliotheek van Israël: 987007306242905171
- Nederlandse Thesaurus van Auteursnamen: 265243726
- RKD-Nederlands Instituut voor Kunstgeschiedenis: 269540
- Système universitaire de documentation: 029316626
- Virtual International Authority File: 41868571
- WorldCat: E39PBJqVPFfyvVRFDgwTFTB773